# Apacilagua
Apacilagua är en kommun i Honduras.   Den ligger i departementet Choluteca, i den södra delen av landet, 70 km söder om huvudstaden Tegucigalpa. Antalet invånare är 8 954. Arean är 213 kvadratkilometer.